# Powiat Higashimurayama
Powiat Higashimurayama (jap. 東村山郡 Higashimurayama-gun) – powiat w Japonii, w prefekturze Yamagata. W 2024 roku liczył 23 548 mieszkańców.

## Miejscowości
- Nakayama
- Yamanobe